# Alfred Boiffin
 (mars 2021).
Alfred Boiffin, né à Nantes le 2 juin 1856 et mort dans la même ville le 26 avril 1896, est un médecin, professeur de chirurgie clinique à l'université de Nantes.

## Biographie
Alfred Boiffin est le fils de Jean-Baptiste Étienne Boiffin, marinier et marchand de bois, et d'Angélique Anne Lecointre. Il épouse Marguerite Orly, fille d'un négociant nantais et belle-sœur par alliance d'Édouard Dujardin-Beaumetz.
Il étudie la médecine à l'université de Nantes et obtient son diplôme en 1878. En 1880, il est assistant de clinique chirurgicale à l'université.
Il publie plusieurs articles et présente de nombreuses conférences à la Société anatomique de Nantes. Passant également du temps comme stagiaire aux hôpitaux de Nantes et de Paris, il devient aide au département d'anatomie en 1883 et plus tard en 1886, il est prosecteur à la Faculté de médecine de Paris. Il a également occupé le poste de chef adjoint de la clinique chirurgicale sous la direction du professeur Trélat en 1887.
Il meurt subitement à l'âge de 39 ans. Au moment de sa mort en 1896, il est professeur de chirurgie clinique à l'École de médecine de Nantes et membre correspondant de la Société de chirurgie de Paris.
Un mémorial important a été publié aux Archives provinciales de chirurgie en 1896, où de nombreux collègues et professionnels de Belgique et de France se souviennent affectueusement de lui. Ses obsèques ont lieu à Nantes; l'article note que plusieurs couronnes de fleurs ont été déposées sur son cercueil, dont certaines de l'association étudiante locale, une de la faculté de médecine et une autre du corps étudiant de l'université de Nantes, une de la Société interne de l'hôpital local, une du syndicat local des médecins et un membre du personnel éditorial des Archives.

## Publications
- Tumeurs fibreuses de l'utérus, Paris, Rueff, coll. « Bibliothèque médicale », 1893, VII-251 p. (lire en ligne).